# 劉淵然
劉淵然（1351年—1432年），號體元子。江西贛縣人。明朝凈明道第六代嗣師。
幼年在祥符宮出家，從趙原陽為師，得授金火返還大丹之術，能呼召風雷，洪武二十六年（1393年）明太祖朱元璋召入禁中，試以道術，果然靈驗，賜號“高道”。永樂元年（1403年），劉淵然得罪權貴，謫置龍虎山，再謫置雲南龍泉觀，在雲南廣收門徒，擴建真武祠，因明仁宗朱高熾的賞識，洪熙元年（1425年）召回北京，住洞陽觀，賜“沖虛至道玄妙無為光范演教長春真人”，淵然向朝廷「奏請立雲南、大理、金齒三道紀司」。明宣宗時，晉“大真人”，賜法衣寶劍。《凈明家教錄》說他“每與同輩處，語及修行，輒舉忠孝為立本”。晚年告老離朝，薦其徒邵以正以代之，御制山水圖歌賜之。明宣德七年（1432年）卒。